# Travis Birds
Travis Birds (Leganés, Madrid, 1990) es el nombre artístico de una artista y compositora española.

## Biografía
En el año 2010 Travis Birds inició la composición de sus primeras canciones. Con anterioridad presentaba escritos a concursos literarios. Estudió diseño gráfico y gracias a ello pudo costearse los estudios de música. En 2012 realizó su primera intervención pública y en 2016 publicó su primer disco, Año X, gracias a un crowdfunding.
El primer gran impulso a su carrera musical fue Coyotes, canción que sería el tema principal de la serie española El embarcadero.
En el año 2019 fue invitada a participar en el disco Tributo a Sabina. Ni tan joven ni tan viejo. En ese homenaje a Joaquín Sabina, artistas como Alejandro Sanz, Amaral, Robe Iniesta o Vanesa Martín, entre otros, cantan sus canciones más emblemáticas. Travis Birds interpretó «19 días y 500 noches después», un tema escrito por Benjamín Prado en el que da voz a María, la chica de la frente muy alta, la lengua muy larga y la falda muy corta que explica su versión de la relación que Sabina narró en su canción «19 días y 500 noches» de su disco homónimo.
"Yo soy la menos conocida de todos con diferencia. Y me llamaron para interpretar la única canción nueva del disco: una versión de 19 días y 500 noches, que hasta el último momento no supimos si Sabina iba a dejar que publicáramos".

## Discografía
En 2016 publica Año X, un disco muy personal creado entre las cuatro paredes de su habitación en el que "Travis estaba dejando pistas para que cualquiera con interés en hacerlo pudiera juntar las piezas del puzzle y ver la fotografía completa de lo que era en realidad. Porque las diez canciones de este disco no son historias dejadas caer el azar, sino que están contando una historia de principio a fin."
En 2021, ya con una nueva discográfica, lanzó su siguiente trabajo La Costa de los Mosquitos, producido, como Año X, por Álvaro Espinosa y con una impactante portada de la artista Lord Cah, https://www.instagram.com/elninolord.cah/  y cuyo lanzamiento había sido pospuesto por la pandemia de COVID-19 del año 2020.

Este disco tuvo una excelente acogida y se coló en las listas como uno de los mejores del año. Se trata de un disco de prestigio que la sitúa, no ya como una promesa, sino como una de las artistas más importantes del panorama musical.
"Imagina una noche de verano de las que tienes que dormir con la ventana abierta y entra un mosquito a joderte la noche y escuchas su zumbido hasta que te levantas; una lucha a vida o muerte, ¿no? Pues me pareció una metáfora que recogía muy bien todo el concepto del disco, como ese ruido constante que te hace levantarte y moverte y a la vez conocerte a ti misma en tus extremos". 
En 2023 vuelve a publicar disco: Perro Deseo, cuyas canciones "dejan ver a una Travis Birds mucho más luminosa de la que se ha conocido hasta ahora, donde se adentra a jugar con nuevos sonidos sin perder la esencia que la caracteriza".Combinado con la fantasía y una original mezcla de estilos musicales, este tercer disco consolida a la artista como una de las voces más prometedoras del panorama musical actual en España.
En esta ocasión Travis ha decidido trabajar con varios productores; Tato Latorre, Paco Salazar, Leiva y Campi Campón. “Yo tenía mucha sed de trabajar con distintos productores y aprender mucho del proceso de cada uno, así que intenté hacerlo de esta forma. Creía que iba a sumar y que, por otro lado, iba a ser un reto intentar darle sentido a un álbum entero con cuatro personas distintas trabajando cada canción".
Este disco incluye dos colaboraciones particularmente brillantes: Urgente, con Depedro y Grillos, con Leiva. "Con Jairo (Depedro) tenía muchísimas ganas de hacer algo, pero estaba esperando el momento de tener la canción que dijera: «esta es para él». (...) Fue un regalo porque él es una persona con una energía impresionante, ya no solo como músico, sino por el aura que tiene y lo que contagia. Con Jairo la canción ha cogido una dimensión muy poderosa. Y bueno, con Leiva ha sido una fantasía total. Ya no solo por tenerle en la canción, sino por poder verle trabajar, por ver cómo viste un tema, el respeto con el que trabaja y el respeto también hacia todo lo que le rodea, por ver cómo lo cuida y le da forma".

### Álbumes
- Año X (2016)
- Ni tan joven ni tan viejo. Tributo a Sabina (2019)
- La costa de los mosquitos (2021)
- Perro Deseo (2023)

### Colaboraciones
- Llanto - con Rayden
- Grillos - con Leiva
- Urgente - con Depedro
- Amma - con Macaco
- Todo Cambia - con Mr. Kilombo
- Siempre te pedí - con La Pegatina
- Duérmete - con Tu Otra Bonita
- Erosión - con Club Del Río
- Lo Bueno - con Muerdo
- Tanananá - con Kevin Johansen

### Premios
- Travis Birds fue galardonada en los Premios+Músicas 2024, llevándose los reconocimientos a Mejor Artista y Mejor Videoclip. [12]